# Culoptila moselyi
Culoptila moselyi là một loài Trichoptera trong họ Glossosomatidae. Chúng phân bố ở miền Tân bắc.